# Gabriella Hall
Gabriella Hall, geborene Laura Rosa Saldivar (* 18. Juli 1966 in Los Angeles), ist eine US-amerikanische Schauspielerin und ein Model.

## Leben
Gabriella Hall wurde in Los Angeles geboren und wuchs in Nordkalifornien auf. Sie finanzierte ihre Ausbildung durch Fotomodellaufnahmen. In der Folge startete sie ihre Laufbahn als Model erst in Europa, später in Kalifornien.
Ihre Faszination für die Schauspielerei führte sie zum Film. Ihr Mitwirken in Nicolas Roegs Drama Full Body Massage (1995), in dem sie die junge Nina spielt (die ältere Nina wurde von Mimi Rogers verkörpert), brachte ihr die Aufmerksamkeit von Produzenten erotischer Filme und führte zu Auftritten in einer Vielzahl von Softcore-Filmen in den folgenden Jahren. Ihre erste Hauptrolle hatte sie 1996 in Centerfold (später in Naked Ambition umbenannt). Insgesamt umfasst ihr schauspielerisches Schaffen rund 60 Film- und Fernsehauftritte, zuletzt trat sie 2005 in Erscheinung.
2004 und 2005 war Hall auch als Produzentin tätig, zuletzt für Jacqueline Hyde (2005).
Ihre Freizeit verbringt sie mit Tieren, beim Lesen und Kochen.

## Filmografie (Auswahl)
- 1988: Deadly Addiction (dt.: Firebird)
- 1995: Full Body Massage
- 1996: Centerfold
- 1996–1998: Beverly Hills Bordello (TV-Serie, 9 Folgen)
- 1997: The Exotic Time Machine
- 1997: Masseuse 2
- 1997: Passion and Romance: Scandal (dt.: Skandal)
- 1998: Sex Files: Alien Erotica
- 1998: Intimate Sessions (dt.: Girls! Girls! Girls!)
- 1998: Different Strokes
- 1999: The Escort III (dt.: Escort 3)
- 2000: Emmanuelle 2000: Emmanuelle in Paradise
- 2000: Sex Files: Alien Erotica II
- 2001: Last Cry (dt.: Fesseln der Lust)
- 2002: Deviant Obsession
- 2005: Jacqueline Hyde